# First Love, Last Rites (novellsamling)
First Love, Last Rites är en novellsamling av den brittiske författaren Ian McEwan, som släpptes 1975. Alla novellerna – sju stycken – behandlar på ett eller annat sätt mord, perversion och ondska, och hur detta kan uppstå.

## Noveller
- "Homemade"
- "Solid Geometry"
- "Last Day of Summer"
- "Cocker at the Theatre"
- "Butterflies"
- "Conversation with a Cupboard Man"
- "First Love, Last Rites"
- "Disguises"

## Mottagande
Novellsamlingen fick ett positivt mottagande. John Fletcher i Dictionary of Literary Biography menade att "sådant författarskap blott skulle vara sensationellt om det inte vore så – likt Kafkas – vasst, så exakt … bland moderna verk måste man vända sig till den franska litteraturen för att stöta på en liknande kontrast mellan språkets elegans och materialets störande kvalitet; McEwans engelska är helt unik."
Robert Towers i The New York Review of Books beskrev den som ett "platt ödelandskap i spillror, bebott av monster och galningar, de flesta av dem tillräckligt vältaliga för att kunna berätta sina egna historier med hypnotiserande berättarkraft och en ofelbar instinkt för de perfekta, sjuka detaljerna." Han kallar den "den kanske mest briljant perversa och lömska samlingen noveller som kommit från Storbritannien sedan Angus Wilsons The Wrong Set.